# Орнамент (архітектура)

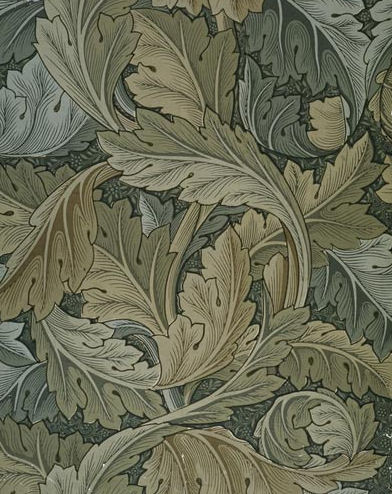

Орна́мент (від лат. ornamentum — прикраса) в мистецтві й архітектури — це ритмічне чергування різноманітних зображень, які можуть бути великомасштабними та дрібномасштабними, стилізованими і натуралістичними, мають геометричне (наприклад, меандр), рослинне (акант, пальмета тощо) або інше походження, являють собою упорядкування стилізованих рослинних, зооморфних чи антропоморфних мотивів. Крім того, заведено виділяти особливі орнаментальні візерунки:
- Орнамент абстрактний звіриний — виконаний з геометричних мотивів плетіння з окремими зображеннями деталей тварин і птахів (їхніх голів, хвостів, лап, крил). Був поширений у середньовічній Європі в VI—XIII ст., в мистецтві норманів, Франції часів Меровінгів.

- Орнамент вусиковий — у вигляді переплетених пагінців акантового листя.
- Орнамент «вушна черепашка» — отримував хрящові потовщення і сплетення, часто застосовувались червоподібні закруглені форми людського вуха, звідкіля й назва (синонім — орнамент «хрящ», ормушль).
- Орнамент епіграфічний — напис зроблений стилізованими літерами, який звичайно має пояснювальний або повчальний характер. Найчастіше вживались тексти виконані готичним, старослов'янськими шрифтами або арабською мовою (наприклад, цитати з Корану).
- Орнамент накладний — складається з лінійних і стрічкових сплетень, чітких геометричних форм (квадри, піраміди, конуси), зірок, масок, грон плодів тощо, які зв'язані скріпами у вигляді головок цвяхів і шурупів, створюючи враження прибитих до поверхні. Був запропонований німецьким скульптором П. Флетнером за часів Північного ренесансу.
- Орнамент орнітоморфний (від грец. птахоподібний) — основним мотивом є стилізовані зображення птахів, класи та види яких обирались не випадково, а мали певне змістовне навантаження, відображаючи комплекс переважних у суспільстві ідей. Зустрічалися у мистецтві стародавніх Дворіччя й Персії, згодом розповсюджені у Візантії, країнах Північної, Західної та Східної Європи.
- Орнамент сувойовий — за мотивами подібний до орнаменту накладного, але кінці стрічок виступали з поверхні та звивалися. Часто застосовувався в картушах, починаючи з часів Північного ренесансу.
- Орнамент таратологічний (від лат. зібрання дивин) — вирішений у вигляді примхливо переплетених зооморфних і рослинних мотивів, куди на відміну від «орнаменту абстрактного звіриного» укомпоновані зображення казкових драконів, химер, фантастично поєднаних мотивів фауни та флори. Був притаманний монументальному мистецтву Європи XII—XV ст.
- Орнамент фітоморфний — те саме, що і рослинний.
- Орнамент «хрящ» — те саме, що і «вушна черепашка».

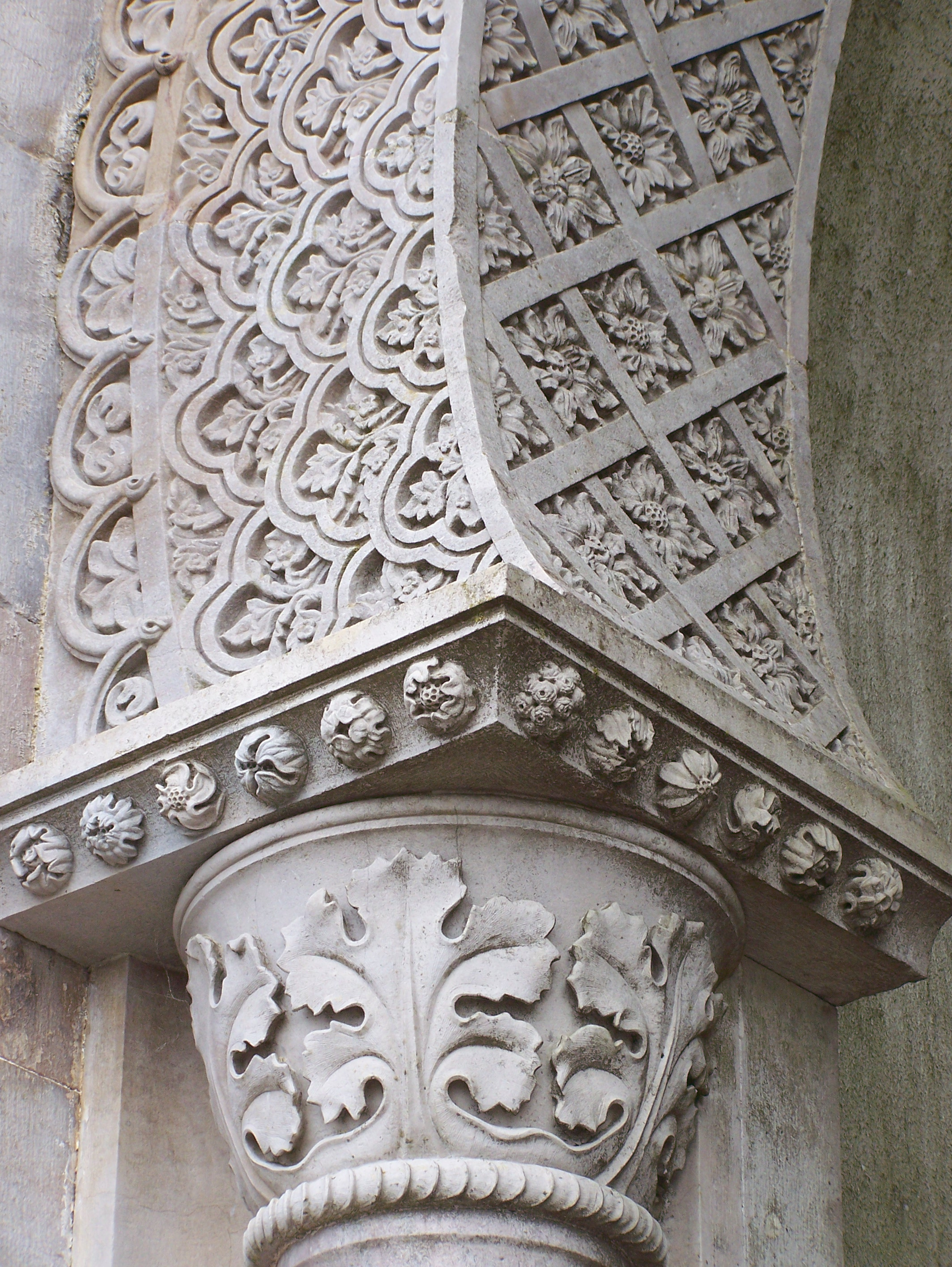

У мистецтві кожного народу, на різних етапах стильового розвитку його архітектури й монументального мистецтва формувалися власні орнаментальні композиції, які також залежали від будівельних матеріалів і конструкцій, на котрих вони розташовані, та засобів технічного виконання. Їхню сукупність називають орнаментикою. Відображаючи формальні особливості того чи іншого стилю, стильових напрямків, течій, регіональних шкіл, вона має історичний характер, має змістовні, сюжетні та ідеологічні навантаження. Все це дає змогу навіть виконувати атрибуцію тих чи інших художніх творів.

## Архітектурні прикраси
Орнамент, як прикраса, відіграє функцію естетичного оздоблення тіла (ювелірні прикраси), приміщення, споруди (архітектурні прикраси), чи будь-якого іншого простору.
- База
- Барельєф
- Капітель
- Пілястра
- Розетка
- Поребрик